# Sofilos

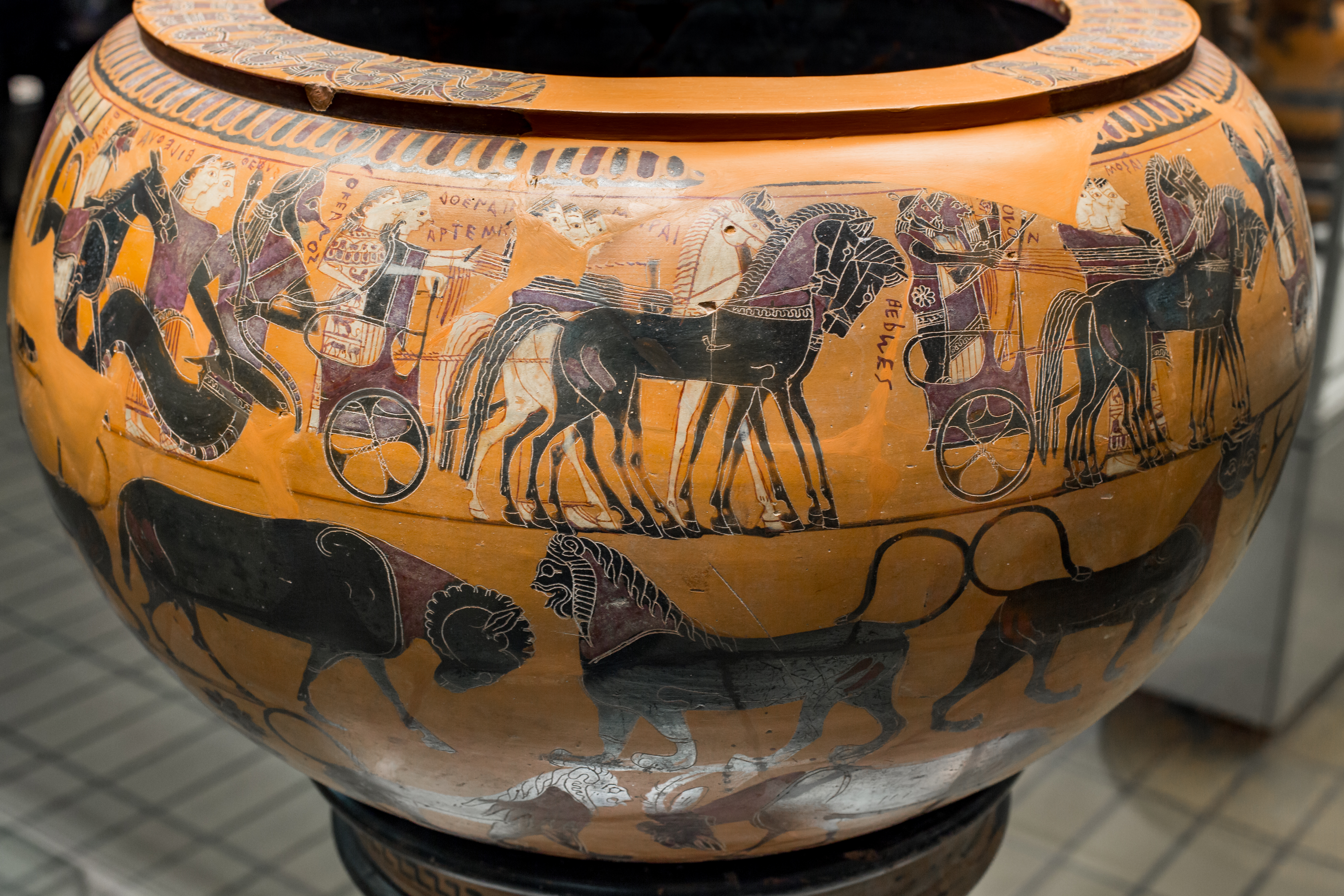
Orszak olimpijskich bogów na godach Peleusa i Tetydy – fryz Sofilosa na deinosie z British Museum

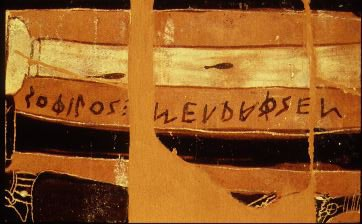
Sygnatura Sofilosa na tym naczyniu

Sofilos (gr. Σώφιλος) – attycki malarz wazowy i garncarz (ceramik), działający w latach 590–570 p.n.e., pierwszy znany z imienia jako podpisujący swe wyroby. 
Należał do wczesnych przedstawicieli stylu czarnofigurowego, w swych pracach wprowadzał znaczące innowacje kompozycyjne i stylistyczne. Dekorował duże formy, najczęściej smukłe amfory szyjowe z tzw. grupy Vourva. Swe wcześniejsze prace sygnował jako malarz (Sofilos egrapsen), późniejsze – jako garncarz (Sofilos epoiesen), być może już właściciel warsztatu ceramicznego. Prawdopodobnie wywarł wpływ na twórczość młodszego od siebie Klitiasa.
Znane są cztery wazy oznaczone jego sygnaturą (przypisywanych mu łącznie jest 37), na których trzykrotnie występuje jako malarz i raz jako garncarz (poeietes): 3 dejnosy i lebes. 
Wykonywane przez niego naczynia zdobione były dookolnymi fryzami zwierzęcymi oraz scenami mitologicznymi inspirowanymi eposami Homera, jak np. zaślubiny Peleusa z Tetydą czy igrzyska na cześć zmarłego Patroklosa.
Zdobienia te, wyraźnie inspirowane wpływami malarstwa korynckiego, tracą jego cechy charakterystyczne (np. zanikanie drobnych elementów wypełniających w tle scen). W przedstawieniach figuralnych zanika też wcześniejsze usztywnienie postaci i pojawia się uśmiech typowy dla greckiej sztuki archaicznej. Nowatorstwem Sofilosa, który w swych pracach jako pierwszy szeroko wprowadził tematykę epicką, było również w dekoracji malarskiej skoncentrowanie na jednym temacie mitologicznym zamiast przedstawiania wielu oderwanych od siebie tematów, co łącznie z wymienionymi innowacjami stało się zaczątkiem nowej warsztatowej tradycji figuralnej.
W zbiorach Galerii Sztuki Starożytnej Muzeum Narodowego w Warszawie znajduje się pochodząca z jego pracowni i dekorowana fryzami zwierzęcymi czarnofigurowa amfora (wys. 39 cm) z grupy Vourva (nr 138537MNW), inspirowana wzorami korynckimi. Roztrzaskana podczas powstania warszawskiego przez niemieckich żołnierzy okupujących gmachy Muzeum, została po wojnie całkowicie zrekonstruowana ze szczątków (z gipsowym uzupełnieniem ubytków) w pracowni konserwatorskiej ówczesnego działu sztuki starożytnej. 